# Вулиця Бутлерова (Санкт-Петербург)
Вулиця Бутлерова — вулиця в Калінінському районі Санкт-Петербурга (в історичному районі Гражданка). Проходить від проспекту Нескорених до проспекту Науки.

## Історія
Вулицю названо на честь видатного хіміка О. М. Бутлерова. Назва присвоєна 15 травня 1965 року.

## Перетин
Вулиця Бутлерова перетинає проспект Нескорених, вулицю Вірності та вулицю Фаворського.

## Транспорт

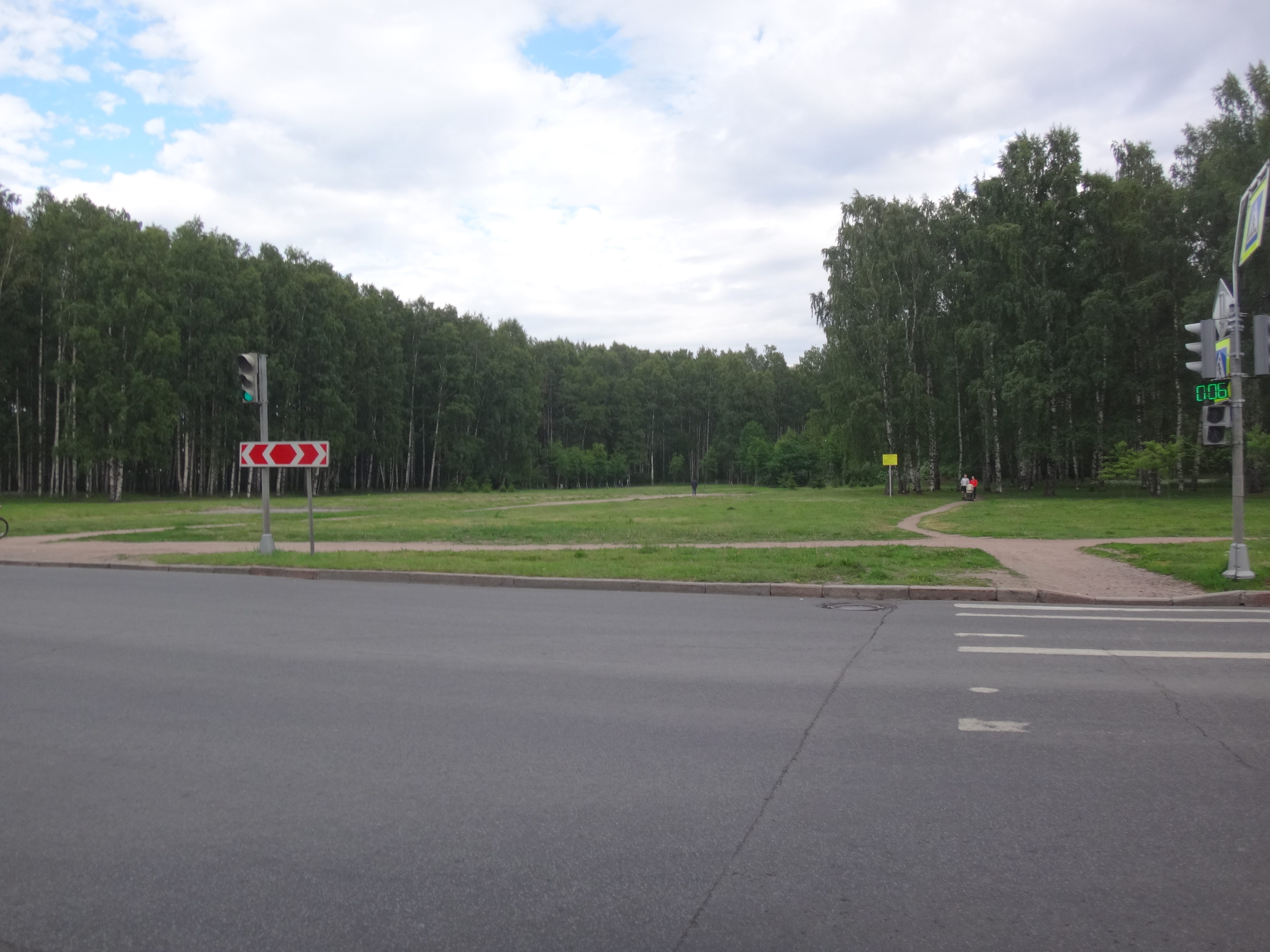
Вид на Піскарьовський парк з кута вулиць Бутлерова та Фаворського

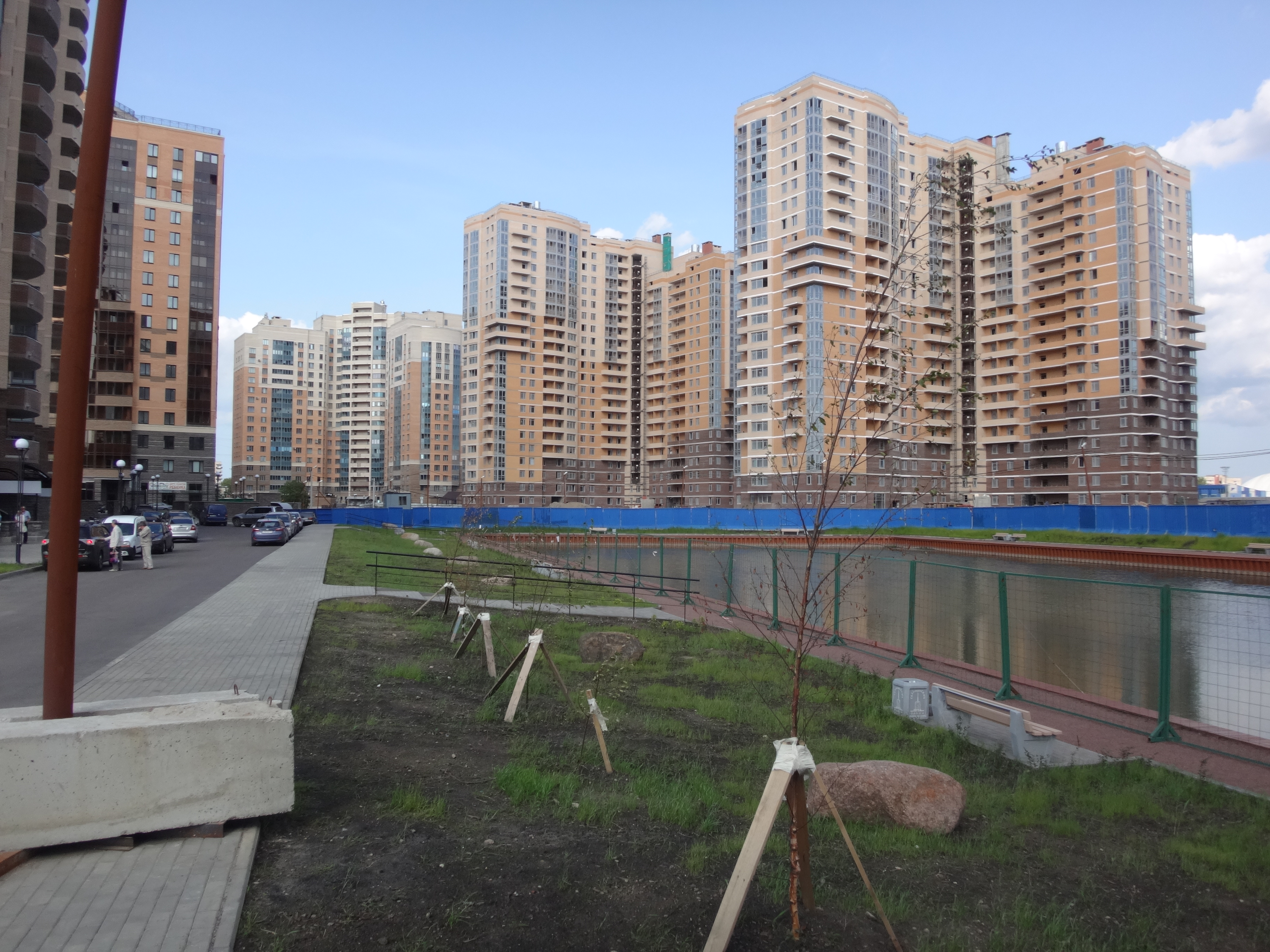
ЖК «Академ-Парк»

Найближчі станції метро — «Площа Мужності» та «Академічна».

Автобуси: № 61 (односторонній), 178, 250.

## Об'єкти
На вулиці Бутлерова в будинку 9 знаходяться ПСІ «Зеніт» та Спортивна школа олімпійського резерву з хокею «Динамо-юніор». На початку вулиці (по непарній її стороні) розташований Піскарьовський парк.
14 жовтня 2007 року у сквері у внутрішньому дворі буд. 22, к. 2 на вулиці Бутлерова було відкрито пам'ятник Карлу та Емілії (пам'ятник закоханим), скульптор Матвій Вайнман. Нині пам'ятник не зберігся.
У будинку 13 по вулиці Бутлерова жив видатний учений Юрій Валентинович Кнорозов.